# ブルネロクチネリ (ブランド)
ブルネロ クチネリ（Brunello Cucinelli S.p.A.）は、同名の創業者により1978年に設立され、イタリア・ペルージャに本拠地を置き世界各国で展開されている高級カシミア衣料を中心としたファッションブランドである。女性・男性向け衣料のほか、カシミア製品、アクセサリーコレクションの設計、製造および販売を行う。

## 概要
1978年、創業者であるブルネロ・クチネリはイタリア中部ペルージャ近郊の村エッレーラ・ディ・コルチャーノに小さなニット会社を開業。同社はニットの中でもベルベットのような肌触りで長持ちのするカシミア素材に着目し、捨てられることなく代々引き継がれるような高品質なカシミア製品作りを始めた。
当時カシミア衣料は紳士向けの地味な色合いの製品が多い中、同社は女性向けのカラフルなセーターを市場に売り出し、当初ドイツを中心にヨーロッパでヒット。高級素材を明るい色合いでモダンに着こなせるアイテムとしてファッション性を高めることで世界中で大ヒットした。
最高品質のカシミアの原毛を選別するため、創業者はイタリアの紡績会社のカリアッジと年に1度、カシミアの産地であるモンゴルと中国を訪れている。。2022年の売り上げは1000億円を超え、1978年創業の会社ながら19世紀前半に設立されたエルメスと並ぶ高級ブランドとして格付けされている。
また創業者は1985年より妻の故郷でもあるペルージャ県ソロメオ村に本社を構え、工場の建設や道路の補修、ブドウ畑を作るなど寂れていたソロメオ村の復興に務めた。
また、同社では労働者の「人間の尊厳を保つこと」をブランドポリシーとして掲げる。
そのポリシーや製品のクオリティを左右する職人を大切にするため、同社の賃金はイタリアの平均賃金よりも高い。高い給与をもらうことで職人がより良いメンタリティーで仕事をすることができるのだという。職人のみならず、同社社員はホワイトカラーとブルーカラー問わず世界水準を上回る賃金が支給され、創業者の理念により労働者の残業や働きすぎを否定し、従業員に家族と過ごす時間を大切にすることを推奨している。そのため同社はイタリアの若者の希望する就職先企業でナンバーワンに選ばれたこともある。
世界のセレブリティにも多くの愛用者がおり、故スティーブ・ジョブズは黒のハイネックセーター、マーク・ザッカーバーグはグレーのTシャツを愛用していたことで知られている。2010年にイギリスのウイリアム王子がケイト・ミドルトンとの婚約写真を公開した時、王子が着用していたベージュのニットがクチネリ社製だったことは話題になった。
同社の好調な業績により、2023年12月にはイタリア証券取引所に上場する上位40銘柄で構成されるFTSE MIB指数にCNHインダストリアルと入れ替わりで組み入れられた。

## 創業者ブルネロ・クチネリとブランドの歴史
創業者であり同社クリエイティブ・ディレクター（デザイナー）を務めるブルネロ・クチネリは1953年、イタリア・ウンブリア州カステルリゴーネに生まれた。貧しい農家で家には電灯もなかったが、豊かな自然の中精神的には充足した環境で育つ。後に父親は農業を辞めて都会の工場で働きはじめたが、劣悪な労働環境と侮辱的な処遇に傷つき家族の前で泣く姿を見て、創業者は後に「人間主義的資本主義」を志すようになる。測量士になる高校を経て大学の工学部に進学するが、交際していた現在の妻フェデリカ・ベンダが洋服店を経営していた影響で服飾産業に興味を持つようになり大学を中退し、1978年会社を設立した。
1982年、フェデリカとの結婚を機に妻の故郷であるペルージャ県ソロメオ村に移住。当時ソロメオ村は人口500人ほどの過疎が進んだ寂れた村だった。1985年、14世紀に建てられた古城を購入し修復して改築し本社もソロメオ村に移転。以降、創業者はソロメオ村の復興に挑み、私財も投入して工場の設立や教会・道路の修復、ブドウ畑を作るなど、ブランドの成長と共に村の経済の活性化にも務めた。
2001年に古代ローマの公共の広場フォルムに倣い、劇場や庭園、図書館を含む複合施設アートフォーラムの建設プロジェクトをスタート、2008年に完成。
2010年、創業者の理想を広めることを目的とした「ブルネロ＆フェデリカ・クチネリ財団」を設立。同年、創業者はイタリア大統領よりイタリア共和国功労勲章を受章、ペルージャ大学からは「人間関係の哲学と倫理学」の学科で名誉学位が授与される。
2012年、同社はミラノ証券取引所で株式上場を果たした。
2013年、カシミアニット職人の技術を継承させるため、ソロメオ村に職業訓練校である現代高度芸術工芸学校を設立。学費は奨学金で免除され、生徒たちには給与も支給される。さらに卒業後、同社に就職することは入学条件ではないという。
2014年「Project for Beauty（美のプロジェクト）」と題し、ワイナリーや果樹園、サッカー場、モニュメントを併設した広大な公園の復興事業を開始し、2018年に完成。
ラグジュアリーブランドにカシミア糸・高級ウール糸を販売するイタリアの紡績メーカー・カリアッジ社（Cariaggi Lanificio s.p.a.）との結びつきは強く、2022年同社株式の43%を取得（カリアッジ家が51%株式を所有）。2023年にはシャネルと協定し、カリアッジ社の49%の株をブルネオクチネリとシャネルで24.5%ずつ保持する共同契約を結んだと発表した。
創業者は2023年にフランス・パリでニーマン・マーカス賞を受賞。2024年にはアメリカ・ニューヨークでWWD ジョン B. フェアチャイルド賞を授与された。これらの賞では企業家としての成功だけでなく、同氏のイタリア・ソロメオ村の復興事業はじめ数々の慈善事業への継続的な取り組みも評価された。
2025年には世界中から蔵書を収集した図書館「Universal Library」の落成を予定。

## グローバル市場展開
ブルネロクチネリの2023年売上高は11億3942万ユーロ（約1738億円）を超え、売上の約8割は海外市場から生み出されている。同社は世界中にブティックを展開し、2023年12月末現在で同ブランドの直営店・専売店は152店舗ある。直営店はヨーロッパ諸国、北アメリカを中心に、アジアでは中国本土・香港・マカオ・台湾などの中華圏、日本、韓国、中東諸国、ブラジルなど世界各国に存在する。
同社は海外市場展開に伴い着実に売上を伸ばしてきた。2019年に設定した「売上高を5億5500万ユーロ（約882億円）から2028年までに倍増させる」という10か年計画は、2023年の売上高は11億ユーロ（約1738億円）を超えたことで5年前倒しで達成し、低迷しているといわれるラグジュアリーブランド業界で注目される存在となった。
同社の地域別売上比率は、株式市場に上場した2012年末はイタリア含むヨーロッパが約57%、北アメリカが約32%で、中華圏と日本を含むその他地域は合わせて約10%と圧倒的に欧米諸国の比重が高かった。しかし海外展開の成功と売上金額の増加に伴い、2023年末にはイタリア含むヨーロッパは約37%と全体に占める売上比率は相対的に下がり、中華圏と日本を含むアジア地域が全体に占める割合は約26%と大幅に上がっており、今後のアジア市場の伸びに注目が集まっている。中国では、2023年に創業者がGQ Chinaのデザイナー・オブ・ザ・イヤーを受賞しているなど本ブランドの認知度も高い。

## 製品
- カシミアなど原毛の糸から職人によって編みたてられたニットが主力商品。繊細なモニーレ（真鍮に金属メッキを施したボールチェーン）と呼ばれる装飾、スパンコールの装飾や手刺繍など、高度な職人技が施されている製品が特色[31]。
- 同社は主力商品であるニットウェアのほか、コート、ジャケット、レザー衣料、スーツ、ドレス、シャツ、ブラウス、ズボン、アクセサリー、その他の革製品などを製作・販売している[3]。2021年にはオリバーピープルズと提携しアイウェアを販売開始[32]。2023年にはフレグランスの販売を開始した[33]。

## 家族経営
同社は家族経営で知られる。創業者ブルネロ・クチネリには妻フェデリカ・ベンダのほか、長女カミッラと次女カロリーナという二人の娘がおり、二人ともソロメオ村に住み同社で働いている。2020年以降、カロリーナは父親とともにブルネロクチネリの共同クリエイティブディレクター兼共同プレジデントを務め、カミッラはウィメンズのデザインを共同指揮している。2024年の取締役会で、カミッラとカロリーナは副社長に就任した。
2014年6月に創業者は娘たちへの確実な財産の継承と同社の慈善事業の継続のために信託を設立、創業者が持株会社を通じて所有する全ての自社株式を信託会社エスペリア・トラスト・カンパニーに譲渡することを発表。2018年のインタビューで創業者は「これからも家族経営を維持したい。経営や管理は必ずしも家族で行う必要はないが、ブランドが築いてきた資産は家族で受け継ぐべきだ」と話した。

## 日本でのブルネロクチネリ
2011年に日本での流通販売を行うブルネロクチネリジャパン株式会社が設立された。2015年より同社代表取締役社長に就任した宮川ダビデは父親が日本人、母親がイタリア人のハーフである。

### 日本の販売店
- 2003年、伊藤忠商事が独占輸入契約を結び、全国の大手百貨店・専門店を中心に流通を始める[42]。
- 2009年、東京青山に日本初の直営店をオープン[4]。
- 2011年3月、神戸市に関西初の直営店をオープン[43]

。同年11月、伊藤忠商事との合同出資により日本での流通販売を行うブルネロクチネリジャパン株式会社を設立。
- 2013年、三号店となる玉川店を玉川髙島屋SC西館にオープン[44]
- 2015年、東京銀座6丁目にフラッグシップショップをオープン[45]。
- 2021年、表参道店をオープン。地上2階地下2階の4層からなる国内最大級の店舗となった[46]。

### 日本での慈善事業
- 2015年、東日本大震災被災地の若者をイタリア・ソロメオ村の研修に招待[47]
- 2024年、能登半島地震の被災地を支援するために輪島塗の会社や職人の支援を行う[48]